# 手徵性
手徵性（chirality）也称手性，是物理学中的一个概念。以螺旋为例，定义其手性时，可使右手大拇指指向螺旋的轴向，其余四指握拳并据此比较螺旋的旋转的前进方向。如果螺旋是顺着四指（由指根向指尖）趋向大拇指指尖的方向，则该螺旋称为右手性的；反之，则称为左手性的。
该方法可以更明白地表达成：顺螺旋的轴向观察，如果看到的螺旋是逆时针接近观察位置的，则为右手性的；反之为左手性的。
这个方法操作起来和电磁学中有关电流方向和感生磁场方向的安培定律的方式差不多，该定理的两种典型情况分别是：
- 判断载流直导线中的电流方向与感生磁场方向的关系时，让右手大拇指指向电流方向，则其余四指的方向则为磁场方向。
- 判断载流螺线管里的电流方向与螺线管的感生磁场方向关系时，让右手四指由手掌向手指指向电流方向，则大拇指指向感生磁场的北极。

此外，弗莱明定理（Fleming rule）还指出，闭合导线在进行切割磁力线的运动时，产生的感生电流的方向例子中，伸出右手，让右手手掌面对磁北极，大拇指指向某段导线的运动方向，则其余四指指向该段导线中产生的感生电流的方向。

## 手征对称性
在量子場論裏，手徵對稱性（chiral symmetry）是物理系統的拉格朗日量可能具有的一種對稱性。具有手徵對稱性的物理系統，其狄拉克場的左手部分與右手部分可以獨立變換。這樣，拉格日量的各個項目可以被分為向量部分和軸向量部分。向量部分對於左手部分與右手部分同等處理；軸向量部分對於左手部分與右手部分不同等處理。
手徵性的概念不僅出現在量子場論，在超弦理論裡也有所用途，例如：IIA型弦中狄拉克場的右手模不具手徵對稱性，導致理論不能滿足現實模型的基本條件。

### 量子色动力学范例
假設上夸克 {\displaystyle u} 與下夸克 {\displaystyle d} 的質量為零，則這兩個夸克組成的物理系統的拉格朗日量為
{\displaystyle {\mathcal {L}}={\overline {u}}\,i\displaystyle {\not }D\,u+{\overline {d}}\,i\displaystyle {\not }D\,d} ；
其中，{\displaystyle u} 與 {\displaystyle d} 分別為上夸克與下夸克的狄拉克旋量（Dirac spinor），{\displaystyle {\overline {u}}\ {\stackrel {def}{=}}\ u^{\dagger }\gamma ^{0}} 與 {\displaystyle {\overline {d}}\ {\stackrel {def}{=}}\ d^{\dagger }\gamma ^{0}} 分別為它們的伴隨旋量，{\displaystyle \displaystyle {\not }D} 是協變導數，{\displaystyle \gamma ^{0}} 是第零個狄拉克矩陣。
狄拉克旋量 {\displaystyle \psi } 可以按照手徵性分解為左手狄拉克旋量 {\displaystyle \psi _{L}} 與右手狄拉克旋量 {\displaystyle \psi _{R}} ︰
{\displaystyle \psi _{L}={\frac {1-\gamma ^{5}}{2}}\psi } 、
{\displaystyle \psi _{R}={\frac {1+\gamma ^{5}}{2}}\psi } ；
其中，{\displaystyle \gamma ^{5}} 是第五個狄拉克矩陣，{\displaystyle (1\mp \gamma ^{5})/2} 是投影算符，可以挑選出狄拉克旋量的左手部分或右手部分。
拉格朗日量以左手狄拉克旋量與右手狄拉克旋量表示為
{\displaystyle {\mathcal {L}}={\overline {u}}_{L}\,i\displaystyle {\not }D\,u_{L}+{\overline {u}}_{R}\,i\displaystyle {\not }D\,u_{R}+{\overline {d}}_{L}\,i\displaystyle {\not }D\,d_{L}+{\overline {d}}_{R}\,i\displaystyle {\not }D\,d_{R}} 。
定義狄拉克旋量二重態為
{\displaystyle q=\left({\begin{matrix}u\\d\end{matrix}}\right)} 。
重寫狄拉克旋量為
{\displaystyle {\mathcal {L}}={\overline {q}}_{L}\,i\displaystyle {\not }D\,q_{L}+{\overline {q}}_{R}\,i\displaystyle {\not }D\,q_{R}}。
分別對 {\displaystyle q_{L}} 、{\displaystyle q_{R}} 用2 x 2 么矩陣 L、R做旋轉變換，則拉格朗日量不變。這種對稱性稱為「手徵對稱性」。這種變換為U(2)L× U(2)R變換，可以分解為SU(2)L×SU(2)R×U(1)V×U(1)A變換。
U(1)V變換的方式為
{\displaystyle q_{L}\rightarrow e^{i\theta }q_{L}\qquad q_{R}\rightarrow e^{i\theta }q_{R}}。
拉格朗日量對於這變換的對稱性關係到強子數量守恆。
U(1)A變換的方式為
{\displaystyle q_{L}\rightarrow e^{i\theta }q_{L}\qquad q_{R}\rightarrow e^{-i\theta }q_{R}}。
拉格朗日量對於U(1)A變換的對稱性在量子層級被打破，這是一個明顯對稱性破缺，這結果稱為U(1)軸反常。
剩下的手徵對稱性SU(2)L×SU(2)R會因夸克凝聚被自發打破為向量子群SU(2)V，稱為同位旋。根據戈德斯通定理，當連續對稱性被自發打破後必會生成一種零質量玻色子，稱為戈德斯通玻色子。手徵對稱性也是連續對稱性，它的戈德斯通玻色子是π介子。對應於這三個生成子的戈德斯通玻色子為π介子。實際而言，由於上夸克與下夸克的質量都很微小。SU(2)L×SU(2)R只是一個近似對稱性。因此，π介子具有些微質量，是準戈德斯通玻色子（pseudo-Goldstone boson）。

## 手征对称性破缺
在粒子物理學裏，手徵對稱性破缺（chiral symmetry breaking）指的是強相互作用的手徵對稱性被自發打破，是一種自發對稱性破缺。假若夸克的質量為零（這是手徵性（chirality）極限），則手徵對稱性成立。但是，夸克的實際質量不為零，儘管如此，跟強子的質量相比較，上夸克與下夸克的質量很小，因此可以視手徵對稱性為一種「近似對稱性」。
在量子色動力學的真空裏，夸克與反夸克彼此會強烈吸引對方，並且它們的質量很微小，生成夸克-反夸克對不需要用到很多能量，因此，會出現夸克-反夸克對的夸克-反夸克凝聚態，就如同在金屬超導體裏電子庫柏對的凝聚態一般。夸克-反夸克對的總動量與總角動量都等於零，總手徵荷不等於零，所以，夸克-反夸克凝聚的真空期望值（vacuum expectation value）不等於零，促使物理系統原本具有的手徵對稱性被自發打破，這也意味著量子色動力學的真空會將夸克的兩個手徵態混合，促使夸克在真空裏獲得有效質量。:669-672
根據戈德斯通定理，當連續對稱性被自發打破後必會生成一種零質量玻色子，稱為戈德斯通玻色子。手徵對稱性也具有連續性，它的戈德斯通玻色子是π介子。假若手徵對稱性是完全對稱性，則π介子的質量為零；但由於手徵對稱性為近似對稱性，π介子具有很小的質量，比一般強子的質量小一個數量級。這理論成為後來電弱對稱性破缺的希格斯機制的初型與要素。:669-672
根據宇宙學論述，在大霹靂發生10-6秒之後，開始強子時期，由於宇宙的持續冷卻，當溫度下降到低於臨界溫度KTc≈173MeV之時 ，會發生手徵性相變（chiral phase transition），原本具有的手徵對稱性的物理系統不再具有這性質，手徵對稱性被自發性打破，這時刻是手徵對稱性的分水嶺，在這時刻之前，夸克無法形成強子束縛態，物理系統的有序參數反夸克-夸克凝聚的真空期望值等於零，物理系統遵守手徵對稱性；在這時刻之後，夸克能夠形成強子束縛態，反夸克-夸克凝聚的真空期望值不等於零，手徵對稱性被自發性打破。

## 外部連結
- To see a summary of the differences and similarities between chirality and helicity (those covered here and more) in chart form, one may go to Pedagogic Aids to Quantum Field Theory （页面存档备份，存于） and click on the link near the bottom of the page entitled "Chirality and Helicity Summary".  To see an in depth discussion of the two with examples, which also shows how chirality and helicity approach the same thing as speed approaches that of light, click the link entitled "Chirality and Helicity in Depth" on the same page.
- History of science: parity violation
- Helicity, Chirality, Mass, and the Higgs （页面存档备份，存于） (Quantum Diaries blog)
- Chirality vs helicity chart （页面存档备份，存于） (Robert D. Klauber)